# La Prensa Libre (газета, Сан-Хосе)
«Пренса либре» (исп. La Prensa Libre, дословно "Свободная пресса") — коста-риканская ежедневная вечерняя газета, старейшее и одно из крупнейших периодических печатных изданий страны.

## История
Издание газеты началось 11 июня 1889 года, она была связана с деловыми кругами и в основном выражала их точку зрения.
В 1973 году тираж газеты составлял 32 тыс. экземпляров.
В начале 1990-х годов тираж газеты составлял 50 тыс. экземпляров.
Газета прекратила свою деятельность 21 августа 2020 года из-за негативных экономических последствий пандемии COVID-19. 